# 桑德內斯塔文峰
71°41′S 9°39′E / 71.683°S 9.650°E
桑德內斯塔文峰（英語：Sandnesstaven Peak）是南極洲的山峰，位於東部南極洲的毛德皇后地，屬於奧爾萬山脈的一部分，是康拉德山脈的北端，海拔高度2,030米，由挪威的製圖師根據測量和空中照片繪入地圖。